# 4449 Sobinov
4449 Sobinov è un asteroide della fascia principale del diametro medio di circa 30,02 km. Scoperto nel 1987, presenta un'orbita caratterizzata da un semiasse maggiore pari a 3,1422627 UA e da un'eccentricità di 0,0909422, inclinata di 4,90409° rispetto all'eclittica.